# Eta Carinae
Eta Carinae (η Car / η Carinae, chiamata anche Foramen e Tseen She) è una stella binaria la cui componente principale è una ipergigante blu. Situata nella costellazione della Carena, si tratta di una variabile del tipo S Doradus che, prima della scoperta di R136a1 era la stella più massiccia conosciuta ed una delle più luminose (5 milioni di volte più del Sole).
La stella si trova all'interno di una vasta e luminosa nebulosità nota come Nebulosa della Carena (NGC 3372 o Nebulosa Buco della Serratura) ed è circondata da un inviluppo, eruttato dalla stella stessa, che prende il nome di Nebulosa Omuncolo. Data la sua massa ed i fenomeni di instabilità manifestati dall'astro, gli astronomi ritengono che la stella esploderà in supernova o addirittura ipernova entro il prossimo milione di anni, anche se non si esclude che ciò possa accadere da qui a qualche migliaio di anni.
Creduta in precedenza essere una singola stella, osservazioni all'inizio del XXI secolo suggerirono che Eta Carinae sia in realtà una stella binaria, con una compagna posta su un'orbita eccentrica con un periodo di 5,52 anni. La principale è una stella molto massiccia, con una massa circa 90 volte quella del Sole e 5 milioni di volte più luminosa. Maggiore incertezza esiste sulla secondaria, che potrebbe avere una massa una trentina di volte quella solare ed essere un milione di volte più luminosa della nostra stella.

## Osservazione

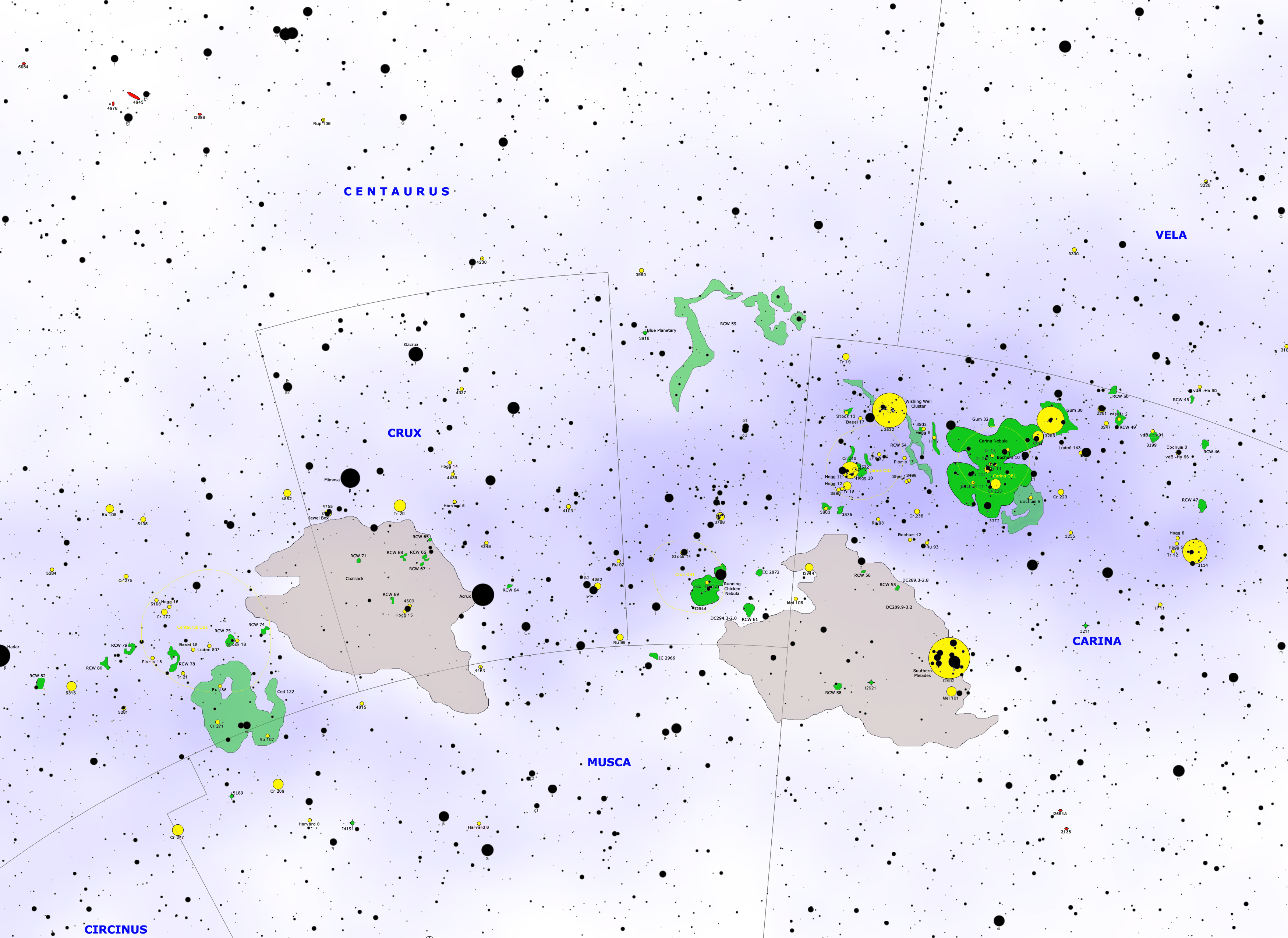
Carta celeste della parte orientale della Carena; la Nebulosa della Carena è la macchia verde estesa quasi al centro della carta. Al suo centro, confusa tra altre stelle, si trova η Car.

Eta Carinae è una stella dell'emisfero australe: si trova entro i confini orientali della costellazione della Carena; la sua declinazione, pari a −59°, la rende invisibile dalla maggior parte delle regioni boreali, come l'Europa, gran parte del Nordamerica e dell'Asia; dalle regioni centrali e meridionali dell'Australia e del Sudamerica, così come da parte del Sudafrica, si presenta invece circumpolare.
Nonostante la sua natura di stella ipergigante, Eta Carinae è invisibile ad occhio nudo, essendo di magnitudine +6,21; in altre epoche fu tuttavia ben evidente in un cielo stellato (la sua stessa lettera della nomenclatura di Bayer lo conferma), fino a raggiungere e persino superare la luminosità della stella Canopo, nel 1843. L'area di cielo in cui la stella si osserva è estremamente complessa: si trova infatti all'interno di un vastissimo complesso nebuloso, la Nebulosa della Carena, in cui splendono numerose altre stelle di quarta, quinta e sesta magnitudine, alcune con masse simili a quella di Eta Carinae, molte delle quali raggruppate in ammassi. La regione è una delle aree di cielo più ricche di stelle e oggetti e corrisponde al tratto della Via Lattea meridionale ad occidente del Centauro e della Croce del Sud. Eta Carinae può essere distinta già con un binocolo e, anche se con un po' di difficoltà, riconosciuta rispetto alle altre stelle dell'area, in quanto si trova proprio al centro della nebulosa, ben visibile anch'essa come una macchia chiara apparentemente divisa in due parti da una fascia oscura che assomiglia ad una serratura; telescopi amatoriali consentono di individuare alcuni dettagli della nebulosa e le stelle delle vicinanze, mentre Eta Carinae resta una stella di colore azzurrognolo apparentemente priva di particolarità.

## Caratteristiche
η Carinae è attualmente la stella più luminosa e massiccia nel raggio di 3 kpc dal Sole; tale vicinanza la rende particolare oggetto di studi da parte degli astrofisici. Anche se è possibile che altre stelle conosciute siano effettivamente più massicce e luminose, η Carinae è per ora l'unica ad avere la luminosità più alta accertata sulla base di precisi dati provenienti dalle analisi condotte su buona parte delle lunghezze d'onda dello spettro elettromagnetico: infatti, altre stelle, che a una prima stima erano considerate le più luminose conosciute, come la Stella Pistola, sono state in seguito ridimensionate alla luce di nuovi e più precisi dati. La luminosità di η Carinae supererebbe quella della nostra stella di oltre cinque milioni di volte.

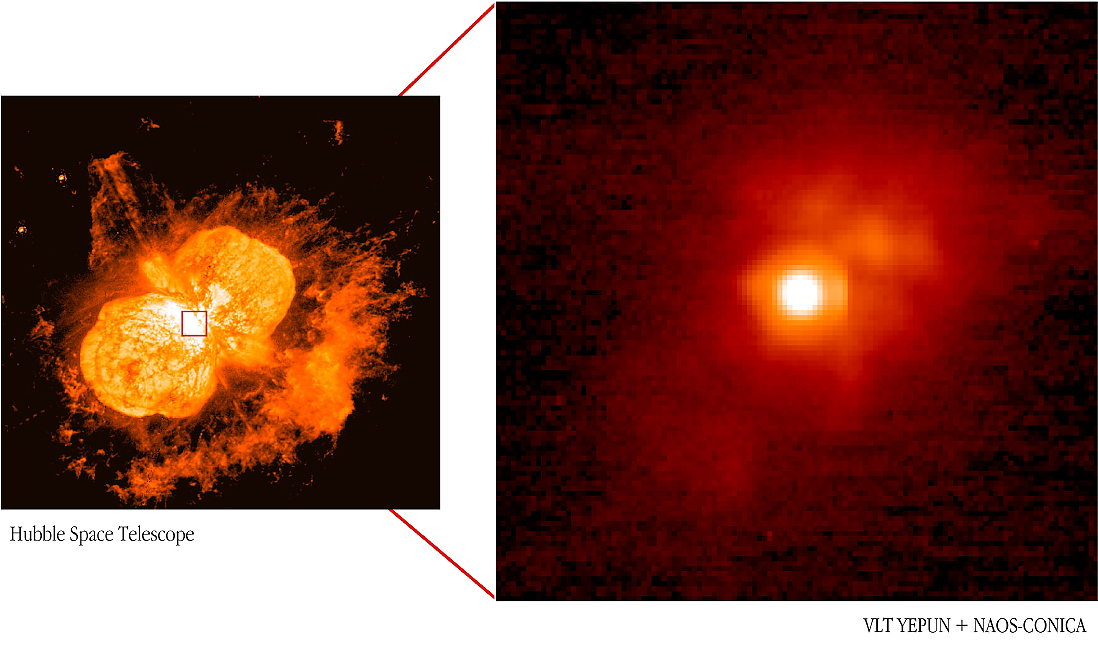
Interno della nebulosa di Eta Carinae, dove è visibile la stella

Stelle della massa e luminosità di η Carinae sono molto rare: si calcola che una galassia media come la Via Lattea ne possa contenere non più di qualche decina. Si ritiene che tali stelle raggiungano il cosiddetto limite di Eddington, ovvero il valore massimo raggiungibile dalla pressione di radiazione senza che essa scagli via gli strati esterni della stella; stelle con più di 120 masse solari sarebbero teoricamente in grado di superare questo limite, ma sembra che possiedano una gravità abbastanza forte da mantenere integra la stella nonostante la fortissima radiazione.

## Variabilità
Un aspetto molto peculiare di Eta Carinae è la sua luminosità variabile; infatti la stella è annoverata tra le variabili del tipo S Doradus, una classe di variabili che comprende stelle molto massicce, di colore azzurro e molto luminose.

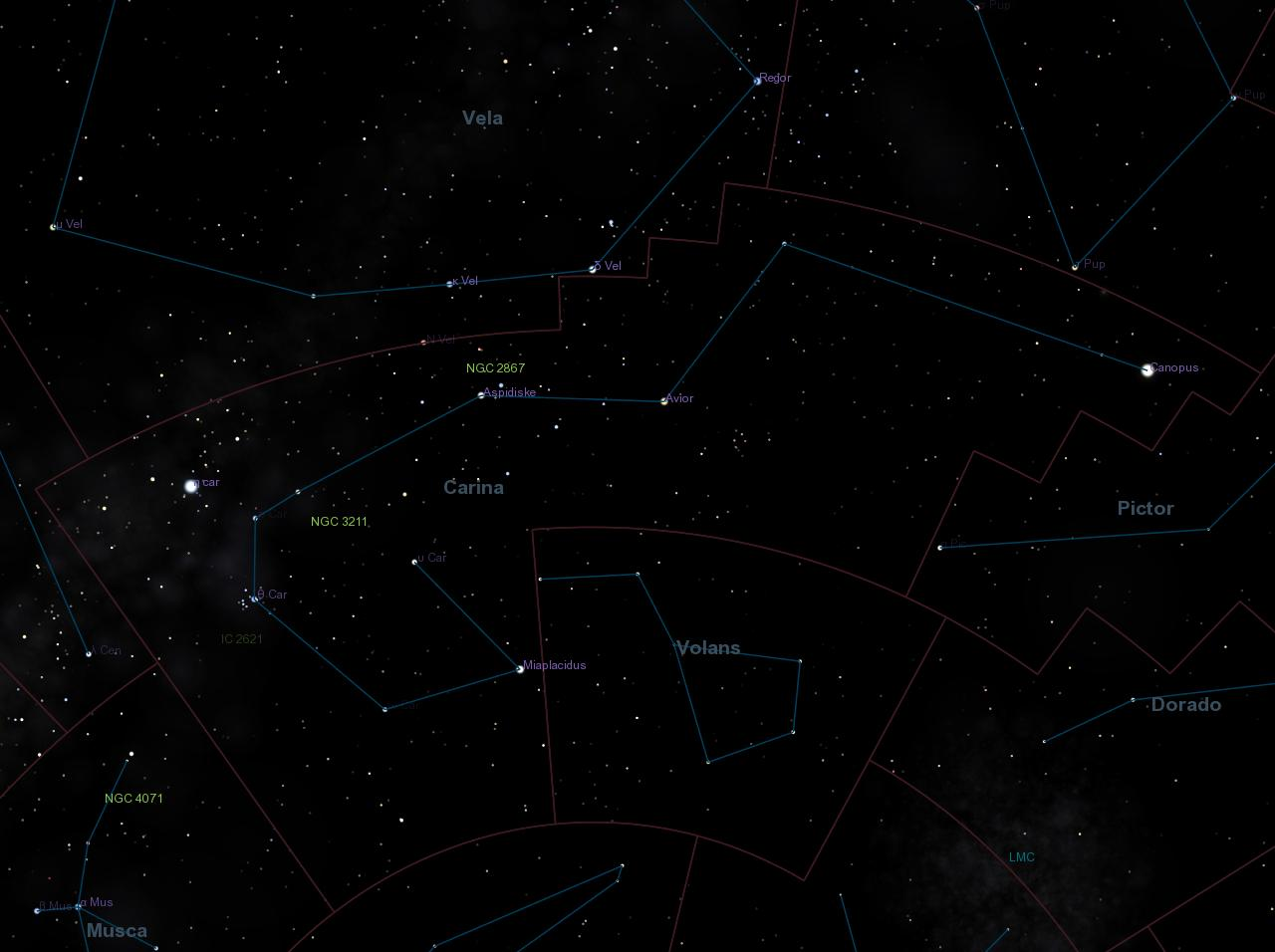
La costellazione della Carena come doveva apparire quando η Car raggiunse il massimo di luminosità nel 1843. η Car è la brillante stella nella parte nordorientale della costellazione; la stella brillante dalla parte opposta della costellazione è Canopo (α Car), attualmente la seconda stella più brillante del cielo.

Quando fu catalogata per la prima volta nel 1677 da Edmond Halley, la stella appariva di quarta magnitudine; tuttavia già nel 1730 gli osservatori avevano annotato che la stella aveva subito un notevole incremento di luminosità, tanto da essere una delle stelle più brillanti della costellazione. Negli anni successivi la stella diminuì progressivamente la propria luminosità, tornando nel 1782 alla sua originaria magnitudine. A partire dal 1820 la stella riprese a crescere di luminosità e già nel 1827 era dieci volte più luminosa, con una magnitudine quasi pari a 0; nell'aprile 1843 la stella raggiunse il picco massimo della sua luminosità, quando, nonostante la sua enorme distanza (7000-10000 al), divenne la seconda stella più brillante del cielo, dopo Sirio, con una magnitudine di −0,8. In seguito la luminosità decrebbe, e tra il 1900 e il 1940 era solo di ottava magnitudine, invisibile ad occhio nudo. La luminosità riprese poi a salire lentamente, fino a raggiungere, nel 2004, una magnitudine compresa tra 5 e 6, dopo un inatteso raddoppio della sua luminosità tra il 1998 e il 1999.
L'ambiente attorno ad Eta Carinae mostra tracce di grandi esplosioni, l'ultima delle quali avvenuta attorno al massimo del 1843. La ragione di simili fenomeni è ancora in parte sconosciuta, ma gli astronomi tendono ad imputarli alla pressione di radiazione accumulata dall'enorme luminosità della stella. Il materiale espulso a seguito di questi fenomeni energetici è andato a costituire attorno alla stella una nebulosa bipolare dall'aspetto di una clessidra: la Nebulosa Omuncolo. La sua forma è tipica delle nebulose che si formano per espulsione di materia di poli di una stella, la cui precessione descrive una circonferenza nello spazio vincolando preferenzialmente la materia espulsa in una struttura a forma di clessidra.
Il fenomeno del 1843 è stato definito dagli astrofisici come una falsa supernova: infatti, Eta Carinae ha prodotto in pochi anni una quantità di luce visibile paragonabile a quella irradiata da una supernova, ma è sopravvissuta all'evento. Tale avvenimento potrebbe rappresentare per η Carinae o un improvviso fenomeno di instabilità superficiale, manifestato attraverso poderosi brillamenti, oppure una supernova fallita. Dopo 160 anni la causa di questa improvvisa esplosione resta ancora in gran parte ignota.

## Stella binaria?
Nell'estate del 2003 la stella è andata incontro ad un "minimo spettroscopico", ovvero all'indebolimento di alcune linee spettrali, imputato alla probabile presenza in orbita di una stella compagna. Gli astronomi hanno organizzato una fitta campagna osservativa, sia sfruttando i grandi telescopi di terra (come il Very Large Telescope) sia i telescopi spaziali (Hubble, Chandra e INTEGRAL su tutti), allo scopo di determinare se effettivamente η Carinae fosse una stella binaria e, qualora lo fosse, identificare la stella compagna; inoltre, la campagna osservativa si propose di determinare i meccanismi fisici che si celavano dietro i "minimi spettroscopici" e comprendere eventuali relazioni tra tali fenomeni e le eruzioni su larga scala osservate nel XIX secolo. Un'approfondita analisi della curva di luce di η Car nei raggi X trova d'accordo gli astronomi sulla spiegazione dell'emissione X dell'astro come l'interazione tra i venti stellari delle due componenti di un sistema binario. Tali risultati sono stati affinati grazie a successive osservazioni alle frequenze delle onde radio.
Un monitoraggio spettroscopico della stella ha mostrato che determinate linee di emissione si indebolivano ciclicamente ogni 5,52 anni, e che tale periodo era ormai stabile da decenni; anche l'emissione radio ed X della stella mostravano una deflessione lungo questo arco di tempo. Queste variazioni, assieme alle osservazioni nell'ultravioletto, danno una discreta credibilità al fatto che Eta Carinae sia realmente una stella binaria, in cui una stella calda, di massa inferiore all'ipergigante, orbiti attorno ad essa ogni 5,52 anni secondo una traiettoria ellittica fortemente eccentrica. Lo scontro dei venti stellari delle due componenti avviene quando si trovano al periastro.
Le radiazioni ionizzanti emesse dalla componente secondaria di Eta Carinae sarebbero inoltre la principale sorgente di radiazione del sistema; una larga parte della radiazione emessa sarebbe poi assorbita dal vento della primaria quando questo collide con il vento della secondaria provocando un'onda d'urto. La quantità di radiazione assorbita dipende dal fattore di compressione dell'onda d'urto sul vento della primaria. La variazione dell'assorbimento del vento della primaria a seguito dell'urto cambia la struttura del gas circumstellare ionizzato e dà una spiegazione della particolare curva di emissione nelle onde radio della stella. Variazioni più rapide in corrispondenza del passaggio al periastro sono attribuite all'inizio di una fase di accrescimento.
La precedente regolarità del ciclo è stata sconvolta nel 2008. Stando al ciclo di 5,52 anni, la stella avrebbe dovuto iniziare la sua fase di indebolimento nel gennaio 2009, ma le osservazioni condotte dai telescopi Gemini hanno riscontrato un'anticipazione di questa fase al luglio 2008. Le misurazioni spettrografiche hanno mostrato un incremento della radiazione alle lunghezze d'onda del blu dell'elio fortemente ionizzato, inizialmente imputato alla collisione tra i venti delle due componenti del sistema; se fosse dovuto alla natura binaria di η Carinae, l'evento sarebbe accaduto troppo lontano nel tempo perché i venti potessero interagire in una maniera così significativa. Pertanto, la causa del recente avvenimento è ancora oggetto di dibattito.
Nel luglio 2014 è stato riscontrato un flusso di raggi-X notevolmente maggiore rispetto ai picchi del 1995, 2003 e 2009, che fa supporre che qualcosa nell'emissione dei venti di una delle due componenti sia cambiato. Gli astronomi credono che sia cambiato qualcosa nella secondaria a causa della variabilità dei raggi-X che dovrebbero generarsi nelle vicinanze della secondaria, mentre l'emissione di elio, osservata anche nel 2003 e che dovrebbe essere prodotta dai più densi ma meno veloci venti della primaria, è rimasta più o meno costante durante l'esplosione del 2014. Tuttavia la secondaria è poco conosciuta e non viene ancora dato per certo quale delle due stelle fu la responsabile dell'esplosione del 1843.

## Evoluzione futura
Le stelle molto massicce, come proprio η Carinae, consumano molto velocemente il loro combustibile nucleare e di conseguenza hanno luminosità sproporzionatamente elevate; simili stelle hanno pertanto una vita molto breve, pari a pochi milioni di anni, trascorsi i quali esse termineranno la propria esistenza esplodendo in una supernova di tipo Ib o Ic o addirittura in un'ipernova. È opinione diffusa che Eta Carinae andrà incontro all'esplosione entro il prossimo milione di anni; tuttavia, poiché sono ancora incerte la sua età e il suo stadio evolutivo, non è remota la possibilità che Eta Carinae diventi una supernova nei prossimi millenni o addirittura entro qualche anno.
Si ritiene che la fase di variabile S Doradus, in cui ora si trova la stella, sia una fase naturale dell'evoluzione delle stelle supermassicce; le teorie prevalenti in merito all'evoluzione stellare suggeriscono che tali stelle attraverseranno poi una fase di forte perdita di massa divenendo stelle di Wolf-Rayet per poi esplodere in supernovae, qualora abbiano perso troppa massa per esplodere in ipernove.

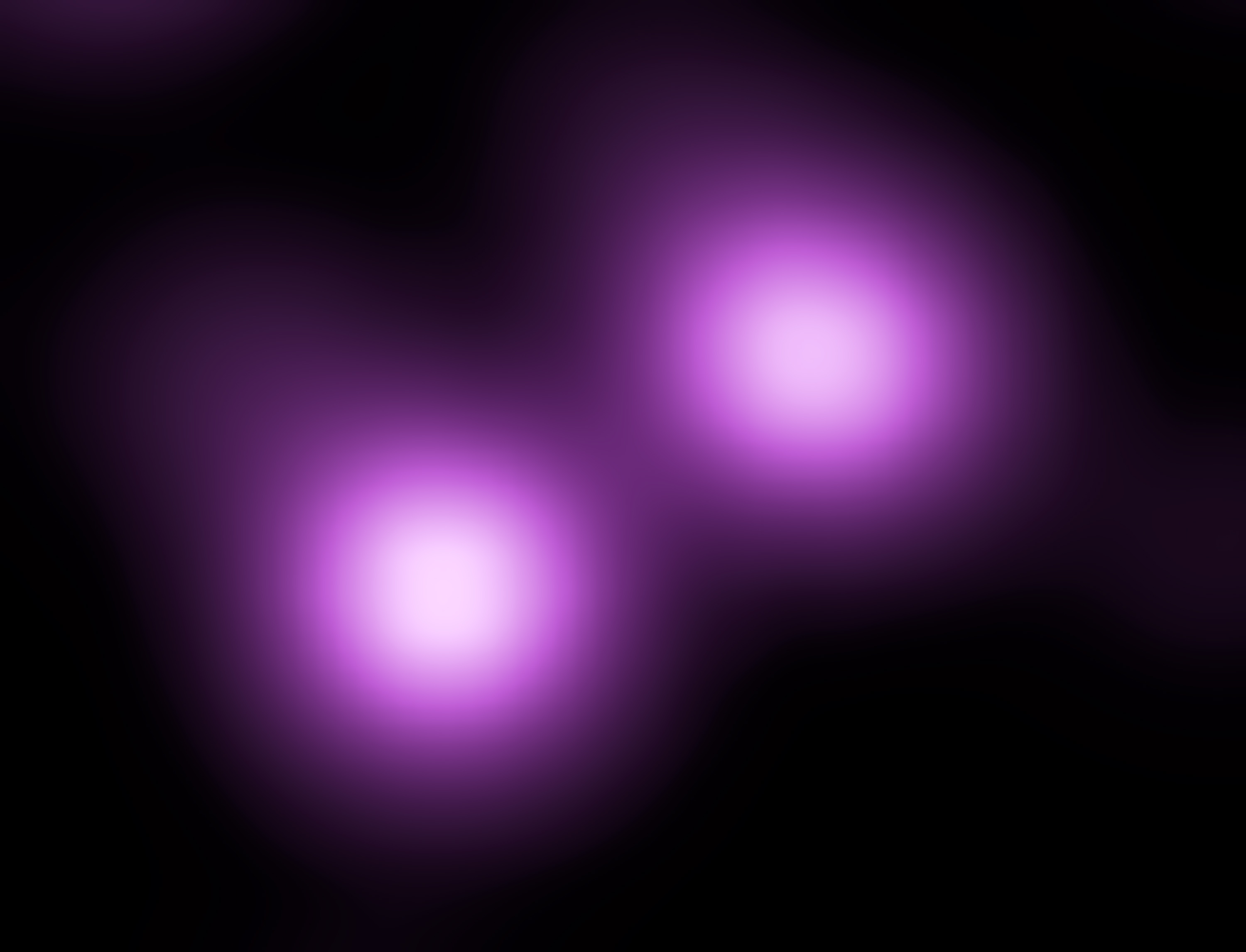
SN 2006gy (in alto a destra) e la sua galassia NGC 1260 (in basso a sinistra), visti ai raggi X dall'osservatorio Chandra.

In tempi recenti è stato osservato in una galassia esterna alla Via Lattea un possibile analogo di Eta Carinae: si tratta della stella progenitrice di SN 2006jc, situata nella galassia UGC 4904 nella costellazione della Lince, a 77 milioni di anni luce di distanza. Essa manifestò, il 20 ottobre 2004, un improvviso incremento della luminosità, tanto che un astronomo dilettante giapponese, Kōichi Itagaki, la ritenne una supernova; tuttavia, l'astro sopravvisse all'evento, ma esplose definitivamente in una supernova di tipo Ib due anni dopo, il 9 ottobre 2006, raggiungendo la magnitudine apparente 13,8. Il suo iniziale incremento di luminosità è stato definito dagli astronomi come una falsa supernova, la cui esplosione ha espulso nello spazio una quantità di materia pari a circa 0,01 M⊙ (~20 MJ).
Data la somiglianza tra Eta Carinae ed SN 2006jc, Stefan Immler, del Goddard Space Flight Center della NASA, ipotizza che Eta Carinae potrebbe esplodere entro breve tempo, al massimo qualche decina di anni; non è del medesimo avviso Stanford Woosley, dell'Università della California, Santa Cruz, che ritiene che sia molto più probabile che Eta Carinae si trovi in una fase non troppo avanzata della sua evoluzione e che abbia ancora una cospicua quantità di materia da impiegare nella fusione nucleare, prima di esplodere.
Simili avvenimenti si sono verificati anche in NGC 1058 (SN 1961v) ed in NGC 1260 (SN 2006gy), esplosa il 18 settembre 2006; entrambe le galassie si trovano nella costellazione di Perseo. Un discreto numero di astronomi impegnati nello sviluppo di modelli sulle esplosioni delle supernovae ritengono che il meccanismo di esplosione di SN 2006gy sia molto simile a quello che accadrà ad Eta Carinae. L'esplosione di Eta Carinae sarà però uno spettacolo unico: secondo Dave Pooley, uno degli scopritori di SN 2006gy, la sua luminosità apparente supererà quella del pianeta Venere, raggiungendo una magnitudine di -7,5, tanto che risulterà visibile anche di giorno e durante la notte sarà possibile leggere un libro alla sua luce.

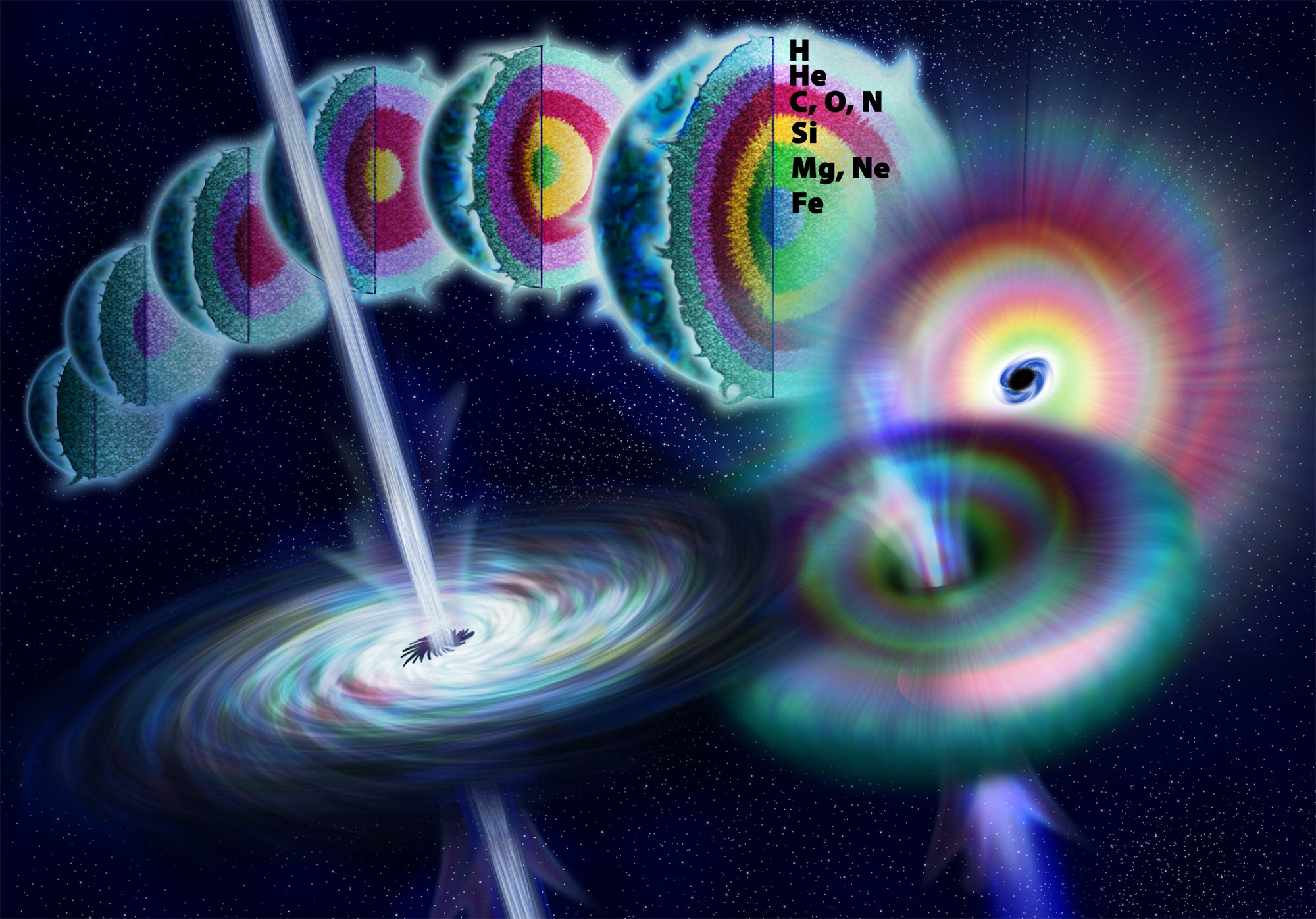
Il destino finale di una stella massiccia: il collasso della stessa in buco nero e la formazione di un gamma ray burst a partire da getti relativistici.

È concreta la possibilità che, quando la stella esploderà in supernova o ipernova, una grande quantità di radiazioni potenzialmente letali possa investire il nostro pianeta, ma è probabile che la biosfera non ne risentirà in maniera particolare grazie alla schermatura protettiva dell'atmosfera (per quanto riguarda soprattutto i raggi γ) e della magnetosfera. I danni eventualmente provocati dalle radiazioni riguarderebbero la parte più alta dell'atmosfera, l'ozonosfera, e le missioni astronautiche al di fuori dell'involucro atmosferico, tra cui anche i diversi satelliti artificiali.
Una supernova o ipernova generata da Eta Carinae potrebbe originare inoltre un gamma ray burst (GRB) da entrambi i poli, lungo l'asse di rotazione della stella. Secondo le stime l'energia trasferita da un simile fenomeno sull'atmosfera terrestre sarebbe l'equivalente di un chilotone di tritolo (4,2 × 1012 J) per ogni km² di superficie dell'emisfero esposto all'evento, depositando una quantità di radiazioni ionizzanti pari a dieci volte la dose letale per ogni forma di vita.
La possibilità che un simile fenomeno colpisca la Terra è piuttosto bassa, poiché attualmente l'asse di rotazione della stella non è rivolto in direzione del nostro pianeta. Non è tuttavia da escludere, a causa del fenomeno della precessione, che in futuro l'asse di rotazione di η Carinae possa puntare verso il nostro pianeta; inoltre, la direzione di propagazione delle radiazioni e la loro intensità potrebbero essere notevolmente influenzate dal fatto che Eta Carinae sia un sistema binario. Per questi motivi, l'astrofisico Mario Livio ritiene che il fenomeno avrà un basso impatto sulla vita del nostro pianeta.

## Bibliografia

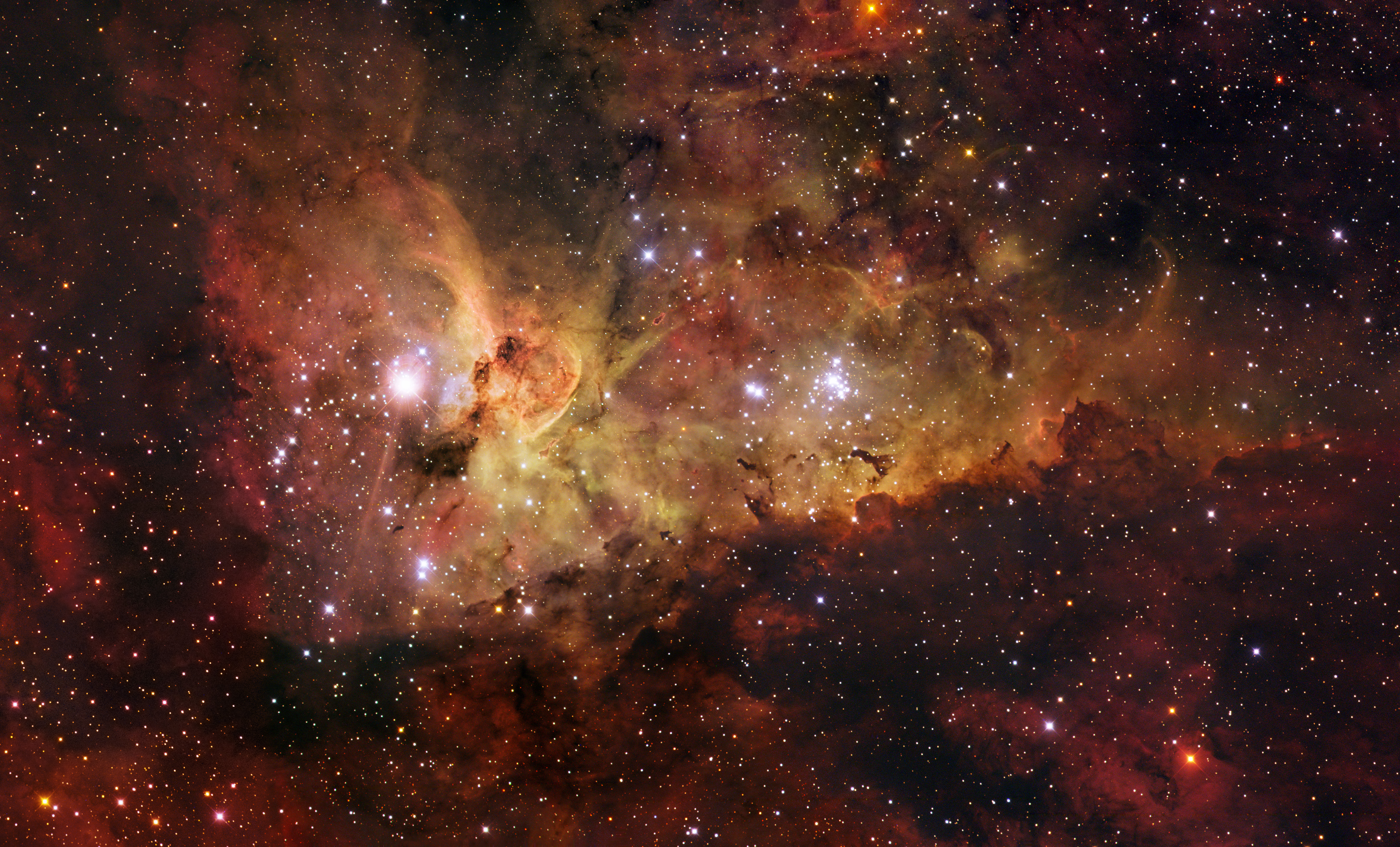
Una porzione della Nebulosa di Eta Carinae, al cui interno si trovano diverse altre stelle massicce.

### Carte celesti
- Tirion, Rappaport, Lovi, Uranometria 2000.0 - Volume II - The Southern Hemisphere to +6°, Richmond, Virginia, USA, Willmann-Bell, inc., 1987, ISBN 0-943396-15-8.
- Tirion, Sinnott, Sky Atlas 2000.0 - Second Edition, Cambridge, USA, Cambridge University Press, 1998, ISBN 0-933346-90-5.
- Tirion, The Cambridge Star Atlas 2000.0, 3ª ed., Cambridge, USA, Cambridge University Press, 2001, ISBN 0-521-80084-6.